# Суґіто (Сайтама)

36°1′32″ пн. ш. 139°44′12″ сх. д. / 36.02556° пн. ш. 139.73667° сх. д.
Суґіто́ (яп. 杉戸町, すぎとまち, МФА: [sugʲito mat͡ɕi̥]) — містечко в Японії, в повіті Кіта-Кацусіка префектури Сайтама. Станом на 1 жовтня 2008 площа містечка становила 30,00 км². Станом на 1 січня 2009 населення містечка становило 46 835 осіб.